# Лакшми, Падма
Па́дма Парвати Ла́кшми (англ. Padma Lakshmi; род. 1 сентября 1970) — американская телеведущая индийского происхождения, актриса и бывшая модель.

## Биография
Родилась в штате Керала, Индия, 1 сентября 1970 года, выросла в Ченнаи, штат Тамилнад.
Была единственным ребёнком в семье, родители развелись через год после её рождения. Оба родителя позже вступили в повторный брак. В возрасте 14 лет в Малибу попала с родителями в автомобильную аварию, в результате чего повредила правую руку и бедро.
Большую часть своей жизни провела в США. В 1992 году окончила университет Кларка в Вустере, штат Массачусетс, получив степень бакалавра с отличием.

### Карьера
В 20 лет Падма начала карьеру модели, после того, как на неё обратил внимание скаут модельного агентства в Испании. Она была первой индийской моделью, которая с успехом работала в Нью-Йорке, Париже и Милане.
Представляла такие бренды, как Emanuel Ungaro, Ralph Lauren и Alberta Ferretti.
Стала сниматься в кино с 22 лет. Известность пришла к ней после выхода в свет в 1999 году мини-сериала итальянского режиссёра Ламберто Бава «Пираты», в котором она сыграла роль индейской подруги главного героя.

## Личная жизнь
В 2004—2007 годах была замужем за писателем Салманом Рушди.

## Частичная фильмография
- Испытание королевского стрелка Шарпа[вд] (ТВ) (2006)
- Десять заповедей[вд] (мини-сериал) (2006)
- Принцесса специй (2005)
- Бум (2003)
- Звёздный путь: Энтерпрайз (сериал) (2001—2005)
- Блеск (2001)
- Пираты (1999)
- Figlio di Sandokan, Il (сериал) (1998)
- Нараспашку[вд] (1995)